# Лужков, Юрий Михайлович
Ю́рий Миха́йлович Лужко́в (21 сентября 1936, Москва, СССР — 10 декабря 2019, Мюнхен, Германия) — советский и российский государственный и политический деятель. Второй мэр Москвы (6 июня 1992 — 28 сентября 2010). До избрания Гавриила Попова первым мэром Москвы также возглавлял столицу в 1990—1991 годах в качестве председателя Мосгорисполкома.
Осенью 2010 года снят с поста мэра указом президента России Дмитрия Медведева с формулировкой «в связи с утратой доверия президента». Сопредседатель Высшего совета партии «Единая Россия» с 2001 по 2010 год, из которой вышел сразу после ухода с поста мэра.
Полный кавалер ордена «За заслуги перед Отечеством» (2016), лауреат Государственной премии СССР и двух Государственных премий Российской Федерации, Заслуженный химик РСФСР (1986), Заслуженный строитель Российской Федерации (1996).

## Советский период
Родился 21 сентября 1936 года в Москве в семье рабочего-плотника. Предки по отцу жили в ныне несуществующей деревне Лужково в Тверской губернии. Был средним из трёх сыновей Михаила Андреевича и Анны Петровны.
Отец — Михаил Андреевич Лужков (1902—1975) — родился в селе Молодой Туд (ныне Оленинский район Тверской области) (по другим данным — в деревне Большая Хмелёвка Молодотудского района Калининской области); в 1928 году перебрался в Москву и устроился работать на нефтебазу. Участник Великой Отечественной войны: призван в РККА в 1941 году Кировским районным военкоматом города Москвы; тяжело ранен 16 марта 1942 года, был пленён. Повторно призван в РККА в 1944 году Ананьевским райвоенкоматом Одессы; в 1945 году воевал в 960-м стрелковом полку 299-й стрелковой дивизии 3-го Украинского фронта. Награждён двумя медалями «За боевые заслуги».
Мать — Анна Петровна (в девичестве — Сыропятова; 1912—1994) — уроженка села Калегино Бирского уезда Уфимской губернии (ныне деревня в Калтасинском районе Башкортостана), работала на заводе разнорабочей. Детство и юность Юрий Михайлович провёл в городе Конотоп (УССР) у бабушки, закончив семилетку, вернулся в Москву.
Три последних года (8—10 классы) Юрий Лужков учился в школе № 1259 (тогда — № 529). В 1953 году окончил школу. В 1954 году работал в первом студенческом отряде, осваивавшем целину в Казахстане (вместе с Александром Владиславлевым).
Окончил Институт нефтехимической и газовой промышленности им. Губкина; во время учёбы в институте Лужков активно вёл комсомольскую работу, организовывал общественные мероприятия.
С 1958 по 1963 год работал в НИИ пластмасс младшим научным сотрудником, руководителем группы, заместителем заведующего лабораторией автоматизации технологических процессов.
С 1964 по 1971 год — начальник отдела по автоматизации управления Государственного комитета по химии, с 1971 по 1974 год — начальник отдела автоматизированных систем управления (АСУ) Министерства химической промышленности СССР.
В 1974 году Лужков был назначен директором Опытно-конструкторского бюро автоматики (ОКБА). С 1980 года — директор Научно-производственного объединения «Химавтоматика», в которое входило и московское ОКБА, возглавляемое им ранее. С 1986 года — начальник управления по науке и технике Министерства химической промышленности СССР.
Член КПСС с 1968 года до её запрещения в ноябре 1991 года. В 1975 году был избран депутатом Бабушкинского районного совета Москвы, с 1977 по 1990 год — Московского городского Совета народных депутатов (Моссовета). Был депутатом Верховного Совета РСФСР (1987—1990).
В 1987 году был назначен первым заместителем председателя исполнительного комитета Московского городского Совета народных депутатов (Мосгорисполкома) (по одной из версий, данное назначение произошло по инициативе нового первого секретаря МГК КПСС Бориса Ельцина, подбиравшего себе свежие кадры). Одновременно Лужков стал председателем Московского городского агропромышленного комитета и возглавил городскую комиссию по кооперативной и индивидуальной трудовой деятельности. Секретарём этой комиссии была Елена Батурина. В апреле 1990 года новый председатель Моссовета Гавриил Попов по рекомендации Б. Ельцина выдвинул Ю. Лужкова на должность председателя Мосгорисполкома.
12 июня 1991 года на первых выборах мэра Москвы Лужков избран вице-мэром Москвы, мэром Москвы избран Гавриил Попов. 24 июня 1991 стал премьером правительства Москвы, созданного вместо Мосгорисполкома. Однако некоторое время продолжал осуществлять полномочия председателя Мосгорисполкома.
Во время событий 19-22 августа 1991 года Лужков осудил ГКЧП, а также принимал активное участие в мероприятиях по обороне Белого дома вместе с беременной женой. Во время данных событий первый секретарь Московского горкома КПСС Юрий Прокофьев по телефону предложил Лужкову сотрудничество, от чего тот в резких выражениях отказался.
24 августа 1991 года, не покидая постов вице-мэра и премьера правительства Москвы, Лужков был назначен одним из заместителей руководителя Комитета по оперативному управлению народным хозяйством СССР, созданного вместо союзного Кабинета министров. Отвечал за вопросы, относящиеся к агропромышленному комплексу, торговле, внешнеэкономическим связям и социальной сфере. Спустя 2 месяца Лужков покинул комитет из-за занятости в должности вице-мэра.

## Мэр Москвы
6 июня 1992 года мэр Москвы Гавриил Попов ушёл в отставку по причине перебоев в снабжении населения продовольственными товарами, некоторые из которых пришлось распределять по талонам. Указом президента России Бориса Ельцина Лужков был назначен мэром Москвы и совмещал должности мэра и премьера правительства Москвы. Моссовет безуспешно пытался оспорить законность такого совмещения должностей. Впоследствии трижды избирался на пост мэра (в 1996 году он набрал 87,5 %, в 1999-м — 69,89 %, в 2003-м — 74,81 % голосов избирателей; вице-мэром вместе с Лужковым два первых раза избирался Валерий Шанцев, затем пост перестал быть выборным).
В сентябре — октябре 1993 года во время острейшего политического кризиса встал на сторону Ельцина. В качестве меры давления на депутатов, не желавших покидать Верховный Совет, распорядился отключить в здании парламента свет и горячую воду, а во всём прилегающем районе — телефоны. 24 сентября 1993 года утверждённый Верховным Советом и. о. президента России Александр Руцкой издал не имевший практических последствий указ об освобождении Лужкова от должности мэра Москвы. По факту Лужков продолжал исполнять свои обязанности вплоть до выборов мэра 1996 года, на которых он одержал победу.
В декабре 1994 года учредил первую коммерческую телекомпанию в России — «Телеэкспо». Неоднократно выражал поддержку политике Ельцина и правительства в Чечне. В 1995 году принял участие в создании движения «Наш дом — Россия» и поддержал его на думских выборах в конце того же года. Однако сам в НДР не вступил.
На выборы мэра Москвы, прошедших в июне 1996 года получил поддержку 88,49 % избирателей. В том же году принял активное участие в президентской кампании, поддержав Бориса Ельцина. В декабре 1996 года по инициативе Лужкова Совет Федерации признал Севастополь частью территории России и квалифицировал действия руководства Украины по её отторжению как противоречащие международному праву.
С ноября 1998 года — лидер Общероссийской политической общественной организации «Отечество». В 2001 году на учредительном съезде «Единой России» был избран сопредседателем Высшего совета партии «Единая Россия».
На выборы мэра Москвы, прошедших в 1999 году, избран 69,9 % избирателей, значительно обойдя конкурентов Сергея Кириенко и Павла Бородина. На думских выборах в 1999 году вместе с Евгением Примаковым возглавлял избирательный блок «Отечество — Вся Россия», который критиковал политику президента Ельцина и выступал за его скорейшую отставку. Блок проиграл выборы свежесозданной «Единой России». В этот период большой резонанс имела резкая критика Лужкова со стороны телеведущего Сергея Доренко, который в своей авторской программе на ОРТ обвинял мэра Москвы в коррупции и причастности к убийству американского бизнесмена Пола Тейтума в 1996 году. Широкую известность приобрела фраза Доренко «казалось бы, при чём здесь Лужков?», сопровождавшая обвинения в адрес мэра Москвы.
Член Совета Федерации, входил в состав его комитета по бюджету, налоговой политике, валютному регулированию, банковской деятельности (1996—2001). Должность члена Совета Федерации занимал в соответствии с действовавшим в то время порядком как глава субъекта федерации, представитель Российской Федерации в палате регионов Конгресса местных и региональных властей Европы.
С 2000 по 2010 по должности мэра являлся членом Государственного совета Российской Федерации, с 2 сентября 2000 по 12 марта 2001 — член президиума Государственного совета Российской Федерации.
В августе 2001 года была упразднена должность премьера правительства Москвы, руководить столичным правительством стал мэр Москвы (до этого момента существовали две должности: мэр и премьер правительства, и обе занимал Юрий Лужков). В 2002 году выступил с идеей возвратить памятник Дзержинскому на Лубянскую площадь в Москве, однако поддержки у властей эта инициатива не получила.
На выборах мэра Москвы, прошедших 7 декабря 2003 года, одержал убедительную победу, набрав 74,83 % голосов москвичей. Выступая на церемонии вступления в должность мэра Москвы, президент Владимир Путин похвалил московские власти за особый стиль работы и отметил успехи Лужкова в развитии города.
В июне 2007 года по представлению президента Российской Федерации Владимира Путина депутатами Московской городской Думы Юрий Лужков был вновь наделён полномочиями мэра Москвы на четырёхлетний срок.
Сыграл заметную роль в поддержке Черноморского флота в 1990-е годы. По его инициативе было взято шефство над крейсером «Москва», а затем над всеми кораблями одной из дивизий. В Севастополе было построено несколько многоквартирных домов для российских моряков, детский сад, русская средняя школа; отремонтированы Дом офицеров, штаб и госпиталь флота. По инициативе Лужкова и ректора МГУ Садовничего в 1999 году открыт Черноморский филиал МГУ.

## Развитие Москвы при Лужкове

### Экономика и бюджет
За время пребывания Лужкова в должности мэра Москва значительно разрослась как важный экономический центр. Так, общая торговая площадь города увеличилась с 2,3 млн м² в 1997 году до 3,06 млн м² к началу 2001 года. Почти на четверть увеличилось количество организаций гостиничного типа. Индекс производства промышленной продукции, в процентах к предыдущему году, составлял в 1992 году — 77 %, в 1997 году — 99 %, в 1998 году — 102 %, 1999 году — 114 %. Промышленное производство только за 2007 год в Москве выросло на 11,5 %. Значительно выросли рынок розничной торговли, строительный рынок. В 2000-е годы велась активная поддержка малого бизнеса: например, арендная плата за помещения для малых предприятий не должна теперь превышать 1000 рублей за м².
На момент 2007 года более 40 % процентов добавленной стоимости в экономике Москвы создавалось в сфере торговли, основной объём которой приходился на оптовую торговлю продукцией нефтегазового комплекса. Кроме того, бюджет Москвы находился в зависимости от налогов на сырьевые компании, в частности, около 8 % его доходной части формировали поступления по налогу на прибыль «Газпрома».

### Социальные программы и поддержка
В начале 1990-х годов по инициативе Лужкова в Москве была внедрена новая система расчёта инвесторов строительства жилья с городом, по этой системе с каждого коммерческого проекта инвестор обязан отдавать городу часть жилых площадей. На полученные от реализации коммерческого жилья средства город стал строить жильё по социальным программам и для очередников. По данным на август 2006 года, по социальным программам в Москве строилось около 2 млн м² жилья в год. В 2005 году по инициативе Лужкова в Москве стартовала программа «Социальная ипотека», которая позволила очередникам получить низкопроцентный кредит и приобрести жильё по льготной цене. К ноябрю 2009 года по этой программе было выдано 10,6 тысяч социальных ипотечных кредитов на сумму свыше 5,6 млрд рублей.
В 2004 году с целью увеличения рождаемости и улучшения общей демографической ситуации в городе он ввёл денежные выплаты для молодых семей (возраст родителей не превышает 30 лет), в которых родился ребёнок. Эти выплаты в народе получили название «лужковских», а их размер был привязан к прожиточному минимуму города — за первого ребёнка выплачивается 5 МРОТ, за второго — 7 МРОТ, за третьего и последующих — 10 МРОТ.
При Лужкове всем пенсионерам, постоянно проживающим в Москве, властями города осуществлялись доплаты к пенсии до городского социального стандарта, так, на конец 2009 года прожиточный минимум пенсионера в Москве составлял 5124 рубля, при этом власти города, независимо от размера пенсии, на основании постановления мэра Москвы доплачивают пенсионерам пенсию до суммы в 10 275 рублей. Эти выплаты также получили в народе название «лужковские». Понятие социального стандарта города также было введено при Лужкове.

### Жилищно-коммунальная сфера
В 2004 году в Москве впервые был начат раздельный сбор мусора.

### Сфера образования
В 1990-е годы приложил большие усилия для поддержки Московского государственного университета им. Ломоносова, сохранения за ним государственного статуса, прогрессивной организации обучения и научной деятельности. В 2000-е годы по инициативе Лужкова за счёт бюджета Москвы были возведены значительные по площади новые учебные корпуса МГУ, оснащённые современным оборудованием. Также Юрий Лужков принимал участие в работе по совершенствованию учебной программы и организации учебного процесса МГУ.
В 2008 году по инициативе Лужкова в Московском государственном строительном университете была создана кафедра высотного строительства. Уже после ухода Ю. М. Лужкова со своего поста эксперты отмечали, что «во время правления прошлого столичного мэра, сложилась особая система образования. У этой системы были недостатки, однако не стоит забывать и о плюсах, а именно — лицеи, школы, гимназии, сформировавшие инновационный коллектив педагогов. Такие учителя давали детям индивидуальное штучное образование, уникальное в рамках каждого учебного заведения. Система сложилась, и работала она намного эффективнее других регионов. Нельзя отрицать факт того, что на среднее образование в Москве выделялись большие деньги».

### Строительство города

#### Архитектура и внешний облик Москвы
В этот период внешний облик Москвы претерпел значительные изменения: было построено много новых сооружений, автомобильных дорог и транспортных развязок.
В 1990-х годах были полностью восстановлены Храм Христа Спасителя, Казанский собор и Иверские ворота.
В 1995 году московское правительство при активном участии Лужкова приняло решение о создании архитектурного заповедника «Рогожская слобода» и передаче зданий и сооружений ансамбля в безвоздмездное и бессрочное пользование РСПЦ. Решение было приурочено к празднованию 100-летия распечатания алтарей храмов Рогожского кладбища.
В 2000 году подписал распоряжение о возведении буддийского храма Тубден Шедублинг в районе Отрадное города Москвы.
К 50-летию Победы в Великой Отечественной войне были открыты мемориальный комплекс и Парк Победы на Поклонной горе. Открыт после реставрации Большой театр. Сооружено немалое количество офисных и жилых зданий, культурных и развлекательных центров. Также создаются новые скульптуры и памятники, а в 2010 году в честь 65-летия Победы в Великой Отечественной войне были зажжены два новых Вечных огня на Поклонной Горе и Преображенском кладбище.
За время работы Лужкова были реконструированы или восстановлены Старый Гостиный двор (с прибавлением стеклянной крыши в «лужковском» стиле), часть Китайгородской стены, Петровский путевой дворец и несколько крупных парков столицы, таких как Кусково, Кузьминки и Царицыно.
 В 2008 году Храм Климента Папы Римского был передан РПЦ, и по инициативе Лужкова там была начата масштабная реставрация по воссозданию исторического облика.
В феврале 2010 года им отдано распоряжение о воссоздании Хитровской площади и окружающей исторической застройки.
При Лужкове впервые началось строительство строений-небоскрёбов, таких как здания комплекса Москва-Сити.
Одновременно со строительным бумом в Москве в годы руководства Лужкова была начата программа по сносу ветхого жилья («хрущёвских пятиэтажек»). Было также снесено около 700 исторических зданий, в том числе и здание «Военторга» и около 80 % строений «Тёплых рядов». На месте снесённых исторических памятников, как правило, строились новые дома. Некоторые из них представляют собой образцы так называемого «лужковского стиля», который ряд искусствоведов, культурологов и архитекторов подвергают критике. В октябре 2010 года власти Москвы ликвидировали «комиссию по сносу» исторических зданий, на счету которой, по словам нового мэра Собянина, более трёх тысяч уничтоженных старинных построек.

#### Транспортное обеспечение
С 1991 по 2000-е годы в Москве наблюдалось резкое увеличение количества частного автомобильного транспорта. В этот период число машин на дорогах города выросло почти в шесть раз, увеличиваясь в среднем на 150—200 тысяч машин в год. Москва сталкивается с серьёзной перегруженностью дорог частным автотранспортом. Одновременно было построено немало крупных автомобильных дорог и транспортных развязок. В 1990-е годы была реконструирована МКАД, появилось Третье транспортное кольцо, цель которого — разгрузить столичные дороги и уменьшить количество пробок.
При Лужкове развивался и общественный транспорт. Так, в это время впервые в России была введена в эксплуатацию монорельсовая дорога. Умеренными темпами строилось московское метро (построено только две новые линии — Люблинская и Бутовская).
Провалились планы по открытию пассажирского движения по Окружной дороге (нынешняя МЦК). Было начато строительство первого участка Четвёртого транспортного кольца, который по нынешним планам станет частью Северо-Восточной хорды.
Вместе с тем при Лужкове понёс потери московский трамвай. Протяжённость трамвайных линий в 1989—2004 гг. сократилась с 460 до 420 км, в частности, из-за расширения автомобильных дорог были закрыты линии на Проспекте Мира, Нижней Масловке и Беговой улице, Ленинградском проспекте. Пассажиропоток трамвая в 1995—2010 годах упал с 1,4 млн человек в год до 214 тысяч

### Уровень комфорта
Согласно рейтингу британского журнала The Economist, с 2003 по 2009 год Москва поднялась с 75-го (из 130 возможных) на 69-е место в списке наиболее комфортабельных городов.
Согласно рейтингу консалтинговой компании Mercer, с 2004 по 2009 год Москва поднялась со 190-го места (из 215 возможных) до 168-го места.

## Смещение с поста мэра Москвы
В начале сентября 2010 года конфликт между Лужковым и Президентом России Дмитрием Медведевым вышел в публичное пространство: СМИ процитировали «источник в Кремле», что попытки столичной власти столкнуть президента и премьера безнаказанными не останутся. Ранее, в 2009 году, был уволен начальник ГУВД по городу Москве генерал-полковник милиции Владимир Пронин, имевший репутацию человека, близкого к Лужкову.
В сентябре 2010 года на центральных телеканалах вышло несколько документальных фильмов с критикой деятельности Лужкова на посту мэра Москвы: «Дело в кепке» на НТВ, затем — «Беспредел. Москва, которую мы потеряли» на Россия 24. 27 сентября 2010 года Юрий Лужков передал руководителю Администрации Президента РФ Сергею Нарышкину письмо на имя Президента РФ Дмитрия Медведева, в котором выразил негодование в связи с бездействием президента в отношении появления негативных передач о себе на телевидении.
28 сентября 2010 года Президент России Дмитрий Медведев подписал указ «О досрочном прекращении полномочий мэра Москвы», по которому Лужков был освобождён от должности мэра Москвы «в связи с утратой доверия Президента Российской Федерации». Медведев впервые использовал такую формулировку, до него такой порядок был использован Владимиром Путиным во время его второго президентства несколько раз для отрешений глав регионов (губернатор Корякского автономного округа Владимир Логинов в марте 2005 года, арестованный глава администрации Ненецкого автономного округа Алексей Баринов в июле 2006 года и подследственный губернатор Амурской области Леонид Коротков в мае 2007 года). Лужков узнал новость об отставке, встречаясь в своём кабинете с депутатами Мосгордумы, которые пришли поздравить его с прошедшим днём рождения. В зал заседаний правительства Москвы Лужков уже не пошёл, и заседание провёл его заместитель Владимир Ресин.
В ноябре 2017 года Лужков рассказал, что был уволен с поста мэра Москвы за то, что отказался поддерживать намерение Дмитрия Медведева выдвинуться на второй президентский срок. В автобиографической книге «Москва и жизнь» Лужков отметил, что в апреле 2010 года к нему приехал бизнесмен Борис Хаит, попросивший поддержать Медведева на выборах 2012 года. Хаит также предупредил, что отказ от поддержки действующего президента приведёт к концу политической карьеры Лужкова и возможным «последующим санкциям». По словам Лужкова, он «решительно отказался» от этого предложения и попросил Хаита передать «группе» по поддержке кандидатуры Медведева на выборах 2012 года, от которой Хаит пришёл к Лужкову, что встреча не удалась. Примерно через десять дней предприниматель снова попросил о встрече. На ней Лужков ещё раз заявил об отказе в поддержке кандидатуры Медведева и выразил готовность убеждать москвичей не голосовать за него. После этого в его адрес последовали «обвинения в задымлении Москвы горящими в Подмосковье торфяниками», были сняты «провокационные фильмы» о его семье, прозвучали обвинения на телевидении и печатной прессе. Лужков счёл все это проявлением мести. Через некоторое время состоялась встреча мэра Москвы с Сергеем Нарышкиным, тогда действующим руководителем администрации Президента России, который предложил мэру написать заявление об увольнении по собственному желанию: «Смотрите, как складывается пресса вокруг вашей фигуры. Вам нужно написать заявление об увольнении по собственному желанию», — сказал Нарышкин. Лужков ответил, что не видит никаких причин для подачи такого заявления и не будет этого делать, а также считает это инсценировкой и результатом политического давления. Тогда Нарышкин сказал, что за этим последует увольнение мэра. По словам Лужкова, с Нарышкиным они договорились взять паузу на неделю и встретиться позже, чтобы у Лужкова «была возможность подумать». Затем Лужков написал заявление, но не об отставке: «Я написал заявление, что не считаю Медведева нормальным президентом и что все его меры по отношению ко мне демократией не пахнут, а пахнут преследованием за убеждения и несогласием поддержать его кандидатуру. И сказал не расценивать заявление как просьбу об отставке», — заявил Лужков.
За полгода до снятия Лужкова с должности мэра по причине утраты доверия, тогда заместитель председателя Государственной Думы, председатель ЛДПР Владимир Жириновский 20 апреля 2010 года, выступая перед Владимиром Путиным на ежегодном отчёте премьер-министра России в Думе, резко раскритиковал коррупцию в Москве при Лужкове и заявил, что для устранения этой коррупции надо уволить весь состав правительства Москвы, а мэра Лужкова, поскольку он никогда не подаст заявление по собственному желанию, «по недоверию» отстранить от занимаемой должности.
Существуют и другие версии причин, по которым Лужков был уволен с поста. Одну из них изложил «Свободной прессе» председатель правозащитного движения «За социальную справедливость» Игорь Смыков: «Я доподлинно знаю, что у Лужкова потребовали отменить все социальные льготы в Москве. В том числе повысить квартплату, как ранее предложил Минрегион, в 2,5—3 раза, отменить бесплатный проезд и т. д. Лужков ответил — только через мою отставку или через мой труп». По мнению оппозиционера Бориса Немцова, высказанному им в русскоязычной американской телепередаче «В Нью-Йорке с Виктором Топаллером», Лужков был снят за то, что «не считал Медведева президентом»
Сам Лужков говорил о том, что конфликты с Медведевым у него начались ещё в 2005 году, когда тот был главой президентской администрации. По его словам, поводом было решение Кремля повысить зарплаты медсёстрам по всей стране. Лужков, узнав об этом, решил параллельно повысить зарплаты ещё и всем московским врачам — иначе, уверяет он, возникла бы серьёзная диспропорция, но за это решение Медведев обиделся на Лужкова: «Что вы делаете? Вы эффект государственного решения обнулили!» — кричал, по словам Лужкова, Медведев.

## После отставки
1 октября 2010 года Лужков был назначен деканом факультета управления крупными городами Международного университета в Москве. Приказ о назначении был подписан президентом вуза, бывшим мэром (и предшественником Лужкова на посту мэра) Москвы Гавриилом Поповым. Факультет управления крупными городами был создан в 2002 году по инициативе Ю. Лужкова, в том же году Лужков стал научным руководителем этого факультета и почётным профессором вуза. В этот же день экс-мэр Лужков сдал знак столичного градоначальника и покинул своё бывшее рабочее место.
17 января 2011 года власти Латвии подтвердили, что в конце 2010 года Лужков подал прошение на получение вида на жительство в Латвии, обосновав его инвестициями в капитал одного из латвийских банков в размере около 200 тысяч долларов США. После этого подтверждения последовало сообщение, что на основании информации от органов безопасности, Лужков включён в список нежелательных для Латвии лиц; 18 января министр внутренних дел Латвии Линда Мурниеце сообщила, что включила Лужкова в список на основании того, что он «не любит эту страну и у него враждебное отношение к Латвии».
Через год после отставки Лужков заявил, что российские власти преследуют его семью и что «сегодня заниматься бизнесом в нашей стране невозможно». По словам Лужкова, именно с этим связано проживание его семьи в Лондоне.
6 декабря 2011 года Лужков заявил, что на выборах в Государственную Думу 2011 года он не голосовал за партию «Единая Россия», одним из основателей которой был. За кого он точно голосовал, бывший мэр умолчал (однако, как он упомянул, это не ЛДПР, не «Справедливая Россия» и не партии правого толка). На фоне митингов, начавшихся после этих выборов, сообщил о своём интересе к деятельности Алексея Навального и согласии с его идеями.
С 2012 года являлся членом совета директоров ОАО «Объединённая нефтяная компания» (исполнительный орган Уфаоргсинтез), находящейся под контролем группы АФК Система и структур Якова Голдовского.
В 2013 году выкупил 87 % акций конного завода «Веедерн», на базе которого занялся ведением сельскохозяйственного производства в Калининградской области. С 2015 года предприятие производит гречку, в планах было выращивание грибов.
На выборах в Государственную думу осенью 2016 года был доверенным лицом кандидата в депутаты от КПРФ, адмирала и экс-командующего Черноморским флотом Владимира Комоедова.
21 сентября 2016 года, в день 80-летия Лужкова, Президент России Владимир Путин подписал указ о награждении Юрия Михайловича орденом «За заслуги перед Отечеством» IV степени «за активную общественную деятельность». Сам экс-мэр, лично получивший награду на следующий день, расценил её как «символ возвращения из безвременья» и «конец опалы».
В конце ноября 2019 года Лужков вместе с супругой Еленой Батуриной посетил финальный турнир Кубка Дэвиса между сборными России и Сербии. Это было последнее появление бывшего мэра Москвы на публике.

## Смерть и похороны
Вечером 9 декабря 2019 года Лужков вылетел со своей женой Еленой Батуриной из Москвы за границу для операции на сердце в клинике Мюнхенского университета Гросхадерн. По словам главного врача клиники «Гроссхадерн» Карла-Вальтера Яуха, Лужков часто приезжал на лечение в эту клинику, так как давно страдал заболеванием сердца. 10 декабря скончался из-за осложнений после операции на 84-м году жизни. Причиной смерти стал инфаркт миокарда — после операции обнаружилось кровотечение из коронарных артерий и произошла тампонада сердца.
Церемония прощания прошла 12 декабря в Храме Христа Спасителя. Обряд отпевания провёл патриарх Московский и всея Руси Кирилл. Проститься с политиком пришёл президент России Владимир Путин, сотни москвичей, известные политики, общественные деятели и представители культуры. Во время церемонии прощания и отпевания гроб был закрытым, родные решили так поступить, чтобы Лужков «остался в памяти живым, энергичным человеком».
Похоронен с воинскими почестями 12 декабря 2019 года на Новодевичьем кладбище.

## Личная жизнь

### Семья
- Брат — Лужков Сергей Михайлович (род. 1938)[4]. Живёт в одной из деревень Медынского района Калужской области[127].
- Первая жена — Алевтина — брак был заключён в студенческие годы, был бездетным и быстро распался[4].
- Вторая жена (с 1958 года) — Марина Михайловна Башилова (2 августа 1934 — 13 октября 1988, скончалась от рака печени[128])[129][130][131][132]. Они познакомились в Институте нефтегазовой и химической промышленности. В этом браке родились два сына:
  - Михаил Лужков (род. 10 сентября 1959). Специальность: инженер-химик-конструктор. Трудовую деятельность начинал на Кусковском химическом заводе в должности мастера[133]. На 2010 год — заместитель генерального директора ООО «Газпром межрегионгаз»[134]. Женат, детей нет[135].
  - Александр Лужков (род. 18 сентября 1972). Окончил экономическую академию имени Плеханова. На 2011 год работал в рекламном бизнесе[136]. Женат, двое детей[135], одного из сыновей зовут Юрий.
- Третья жена (1991 — до его смерти) — Елена Батурина (род. 1963)[137][138]. Лужков и Батурина обвенчались спустя 25 лет совместной жизни, в январе 2016 года[139]. Е. Батурина в настоящее время — предприниматель. В этом браке родились две дочери:
  - Елена (род. 1992) и Ольга (род. 1994) — до отставки Ю. Лужкова учились в МГУ[140], в дальнейшем переехали в Лондон[141], где изучали политику и экономику в Университетском колледже Лондона. Ольга в 2010 году поступила на экономический факультет МГУ, потом два года проучилась в Университетском колледже Лондона, затем окончила бакалавриат в Нью-Йоркском университете, к 2016 году училась в магистратуре по направлению гостиничного дела и пищевым наукам. В конце 2015 года Ольга открыла бар Herbarium, рядом с отелем Grand Tirolia в Кицбюэле, принадлежащим Елене Батуриной[140].

### Имидж
Характерные черты имиджа Юрия Лужкова:
- постоянный головной убор — кепка;
- хобби — разведение пчёл, теннис, конный спорт. Несколько лет назад в одном из московских парков установлена статуя мэра-теннисиста. Мёд со своей пасеки, которая после отставки перевезена в Медынь Калужской области[141], где живёт его брат, Лужков любил преподносить в подарок друзьям по торжественным случаям. Пасеки также были в Калининградской области[142].

## Критика
Экономическая политика, градостроительная деятельность московского правительства при Лужкове нередко наталкивалась на серьёзную критику со стороны делового сообщества и либеральной прессы.
В то же время газета «Ведомости» указывала, что, несмотря на все претензии к Лужкову как к московскому мэру и возглавляемому им правительству города, уровень доверия к нему со стороны москвичей оставался относительно высоким: ещё весной 2010 года около 56 % москвичей считало, что Лужков должен остаться на посту мэра Москвы.
Лужков неоднократно подвергался критике за предполагаемые преференции, предоставляемые им на посту мэра Москвы структурам его жены Елены Батуриной. Так, обращалось внимание, что летом 2009 года, в период, когда прочие девелоперские компании столкнулись со значительными трудностями, связанными с экономическим кризисом, компания Батуриной «Интеко» досрочно погасила кредиты банков в размере 27 млрд руб. Одним из источников погашения долгов стала продажа земельного участка площадью 58 га на юго-западе Москвы за 13 млрд рублей, то есть 220 млн рублей за 1 га (эта цена, по данным «Ведомостей», соответствовала докризисной и превышала текущие на тот момент примерно вдвое). Покупателем земли выступила структура, близкая к Банку Москвы, причём, по информации газеты, покупка была оплачена за счёт кредита этого банка. При этом крупнейшим акционером Банка Москвы является Правительство Москвы. При всём этом «Интеко» осталась застройщиком уже проданной земли и выгодоприобретателем при реализации проектов на данном участке. Газета «Коммерсантъ» на следующий день после отставки Лужкова заявила о том, что в отношении этих фактов Следственным комитетом и МВД РФ проводится доследственная проверка.
Однако в 2013 году Батурина получила письмо из МВД РФ о том, что к ней не имеется никаких претензий в связи с уголовным делом о хищениях в Банке Москвы. 30 августа 2013 года Батурина получила официальное письмо за подписью одного из заместителей министра внутренних дел России о том, что никаких уголовных дел и никаких претензий по поводу якобы незаконного кредита, выданного ЗАО «Премьер Эстейт», ни к ней, ни к её заместителям нет", — отметил Лужков. «Если вы хотите знать моё мнение, то я считаю, что это дело как было пустышкой, так ею и остаётся», — заявил экс-мэр. По его мнению, «оно изначально было политическим, было направлено на преследование его семьи».
Сергей Станкевич утверждал, что уже к президентским выборам-1996 в России «было понятно, что ни в коем случае преемником [Ельцина] не может быть мэр Москвы Юрий Лужков. В Москве к тому времени стала складываться классическая „семейная“ группировка, уже начала свой удивительный взлёт в бизнесе будущий миллиардер и по совместительству жена мэра Елена Батурина».
Деятели культуры, искусствоведы неоднократно обращали внимание на низкий художественный вкус мэра Москвы, находивший своё воплощение в архитектуре новых построек столицы, а также на оказываемое им покровительство деятелям культуры, таким как художник А. М. Шилов, скульптор З. К. Церетели, певец Газманов.
4 апреля 2007 года лидер НБП и писатель Эдуард Лимонов в программе «Итоговый выпуск» «Радио Свобода» прокомментировал решение Тверского суда о запрете «Марша несогласных» в Москве, заявив: «Московские суды подконтрольны Лужкову. Тут ожидать какого-либо чуда… Вообще, в московских судах антилужковские решения никогда не принимались». Осенью 2007 года московский мэр подал в Бабушкинский суд иск о защите чести и достоинства, потребовав у Лимонова выплатить ему 500 тыс. рублей моральной компенсации (за это Юрий Лужков был назван журналом Коммерсантъ-Власть королём иска). 14 ноября суд встал на сторону истца, 7 февраля 2008 года его решение было утверждено Мосгорсудом. Через два месяца Радио Свобода выпустило опровержение слов Эдуарда Лимонова, у которого судебные приставы уже описали имущество на 14 850 руб. В качестве протеста лидер НБП обратился к москвичам с просьбой помочь в сборе требуемой суммы мелочью, которая в итоге была собрана и принесена к московской мэрии в сделанной из старых номеров «Лимонки» большой чёрной «кепке» активистами «Другой России» и «Смены» (тем самым подразумевалось, что мэр требовал у писателя денег, как нищий с кепочкой). 2 июня 2008 года в ЕСПЧ была внесена жалоба Лимонова на судебное решение, которая была рассмотрена только осенью 2019 года: ЕСПЧ посчитал решение Бабушкинского суда нарушающим права на свободу выражения мнения (статья 10 Европейской конвенции о защите прав и свобод человека) и присудил Лимонову компенсацию в 19,5 тысяч евро (1 377 000 рублей).
В 2009 году Лужков подвергся критике за внедрение новой программы по перераспределению осадков в Москве и Московской области с целью уменьшения расходов на уборку московских улиц. Экологи и руководство Московской области опасались, что подобный акт мог навредить окружающей среде столицы и области.
Лужкова критиковали за отказ переименовать станцию метро «Войковская».
Лужков подвергся критике со стороны «Единой России» и некоторых правозащитных организаций за согласие разместить в Москве десять плакатов с изображением Сталина в преддверии празднования 65-летия Дня Победы.
Летом — осенью 1990 года Лужков пытался активно проводить в жизнь подписанное Гавриилом Поповым постановление Моссовета о введении торговли товарами по паспортам с московской пропиской и «визитным карточкам покупателя», вызвавшее ответные меры со стороны соседних с Москвой областей, которые перестали поставлять в Москву продовольствие.
В сентябре 2011 года Дмитрий Медведев в интервью российским телеканалам сказал: «Обязанность любого руководителя нашей страны следить за самой территорией. Мы Москву все знаем и любим. В этом городе колоссальное количество проблем. Коррупция — невиданные масштабы, пробки на дорогах, транспортный коллапс, и не только из-за того, что президент или премьер на машине проехали. Бездумно натыкали зданий. Конкурентная среда: все подряды и тендеры кто выигрывал до последнего времени? Знаю, как такие решения принимались, всему этому надо положить конец».
Сергей Нарышкин, в то время руководитель администрации президента, в ответ на реплику Лужкова о Москве как лакомом куске для «распильщиков», разъяснил, почему мэр Москвы был отправлен в отставку: «Это, во-первых, крайне неэффективное управление городом и, во-вторых, запредельный уровень коррупции, допущенной Лужковым и его окружением». В ответ Лужков заявил о политическом давлении и подал в суд на Нарышкина, однако иск Лужкова не был удовлетворён.
Доктор исторических наук, профессор Университета Джонса Хопкинса Георгий Чернявский в критической статье «Юрий Лужков — китаевед?», посвящённой оценке научной деятельности Лужкова в новой для него области, указывает, что «бо́льшая часть того, что Лужков пишет и говорит о Китае <…>, изложено очень близко к тексту исследований известного синолога, доктора исторических наук Александра Панцова», но без каких-либо упоминаний Панцова. Чернявский считает, что «речь, стало быть, идёт об элементарном присвоении авторства» и что «синолог» Лужков не делал «„потрясающего открытия“ о влиянии идей Бухарина на Дэна Сяопина <…> Это открытие сделано задолго до него!»
Лужков поддерживал возобновление проекта разворота сибирских рек в Среднюю Азию, разрабатывавшегося ещё в СССР, однако предложение не нашло поддержки, в том числе в Казахстане.

## Патенты
Юрий Михайлович Лужков владел правами на использование многих изобретений.
В его активе более сотни патентов, в том числе таких, как метод производства водорода и тепловой энергии и роторный двигатель внутреннего сгорания, два варианта спортивно-оздоровительного комплекса «Воробьёвы горы» и способ фотоинактивации вируса «птичьего» гриппа.
В базе Роспатента Лужков значится соавтором в 123 патентах, 49 заявках на изобретения и 10 промышленных образцах.
Неполный список патентов Юрия Михайловича Лужкова:
1. Устройство для извлечения гелеподобного концентрата при переработке углеводородных масел.
2. Установка для опреснения солёной воды и способ опреснения солёной воды с использованием установки.
3. Установка для озонирования воды и способ озонирования воды.
4. Средство и способ защиты неметаллических материалов от биоразрушений.
5. Способ фотообеззараживания воды.
6. Способ получения хлорида алюминия.
7. Способ получения фильтрующего материала и фильтрующий волокнистый материал.
8. Способ получения гидрохлорида 5-аминолевулиновой (5-амино-4-оксопентановой) кислоты.
9. Способ анализа многокомпонентных газовых смесей.
10. Сорбционный гамма-резонансный детектор.
11. Многофункциональный полиномный противогазовый фильтр.
12. Кватернизованные фталоцианины и способ фотообеззараживания воды.
13. Катализатор для очистки воздуха от монооксида углерода.
14. Способ подавления роста опухолей.
15. Способ лечения субретинальной неоваскулярной мембраны и тетраазахлорины как фотосенсибилизаторы для фотодинамической терапии.
16. Доильный стакан (устройство для механизации дойки коров).
17. Установка культивирования пекарских дрожжей.
18. Способ производства сбитня.
19. Способ производства напитка из творожной сыворотки «Алёна».
20. Способ производства морса.
21. Способ производства медового напитка.
22. Способ производства кваса или напитков брожения из зернового сырья.
23. Способ производства сбитня, расстегая, кулебяки, пирога открытого, пирожка печёного полуоткрытого.
24. Способ получения пищевого биологически-активного продукта переработки дрожжей.
25. Консорциум микроорганизмов propionibacterium shermanii, streptococcus thermophilus, acetobacter aceti, используемый для приготовления кисломолочных продуктов, и способ производства кисломолочного продукта.
26. Раздвижное сопло ракетного двигателя.
27. Раздвижной улей и способ круглогодичного содержания в нём пчёл.
28. Одежда для сотрудников сети быстрого питания «Русское бистро».
29. Крыльцо для сети быстрого питания «Русское бистро».
30. Интерьер автомобиля-такси.

Полные тексты патентов Юрия Михайловича Лужкова

## Награды
Российские награды:
- Медаль «Защитнику свободной России» (9 ноября 1993) — за исполнение гражданского долга при защите демократии и конституционного строя 19—21 августа 1991 года[168]
- наградное оружие — 7,62-мм полуавтоматический карабин «Сайга» (6 июня 1995) — от Министерства обороны РФ, приказ Министра обороны РФ № 189 от 6 июня 1995 года «За образцовое выполнение обязанностей, связанных с подготовкой и проведением мероприятий, посвящённых 50-летию Победы в Великой Отечественной войне»[169][170]
- Орден «За заслуги перед Отечеством» II степени (14 ноября 1995) — за заслуги перед государством, большой личный вклад в реализацию реформ, направленных на перестройку экономики города, успешное проведение работ по реконструкции исторического центра столицы, возрождению храмов, сооружению мемориального комплекса Победы на Поклонной горе[171]
- Медаль «В память 850-летия Москвы»[4]
- Орден Почёта (19 августа 2000) — за большой вклад в сохранение и восстановление памятников культуры и архитектуры города Москвы[172]
- Медаль «В память 300-летия Санкт-Петербурга»[4]
- Орден Мужества (2002)
- Орден «За военные заслуги» (1 октября 2003) — за большой личный вклад в повышение боевой готовности войск и обеспечение обороноспособности Российской Федерации[173]
- Орден «За заслуги перед Отечеством» I степени (21 сентября 2006) — за выдающийся вклад в укрепление российской государственности и социально-экономическое развитие города[174]
- Орден «За заслуги перед Отечеством» III степени[4]
- Орден «За заслуги перед Отечеством» IV степени (21 сентября 2016) — за активную общественную деятельность[175];
- Орден «Дуслык» (Татарстан, 2016)[176]

Советские награды:
- Медаль «За освоение целинных земель» (1954)?
- Орден Трудового Красного Знамени[4] (1976)
- Орден Ленина[4] (1981)
- Медаль «За укрепление боевого содружества»[4]
- Медаль «Ветеран труда»

Награды регионов России:
- Орден Республики Тыва (2001)[177] — за многолетнее плодотворное сотрудничество и большой личный вклад в социально-экономическое развитие республики
- Медаль «За заслуги перед Чеченской Республикой» (2005)
- Орден имени Ахмата Кадырова (2006, Чеченская Республика)
- Памятная медаль «В честь 60-летия Калининградской области» (2006)
- Орден «За заслуги перед Калининградской областью» (Калининградская область, 16 января 2009) — за особые заслуги перед Калининградской областью, связанные с внесением большого вклада в социально-экономическое развитие Калининградской области и значительный вклад в дело защиты прав граждан[178]
- Почётный знак Республики Дагестан «За любовь к родной земле» (Дагестан, 2016)[179]

Иностранные награды:
- Орден Святого Месропа Маштоца (Армения)
- Медаль Франциска Скорины (Белоруссия, 19 сентября 1996) — за значительный вклад в укрепление дружественных отношений между Республикой Беларусь и Российской Федерацией[180]
- Орден Франциска Скорины (Белоруссия, 12 января 2001) — за большой личный вклад в развитие и укрепление дружбы и сотрудничества между народами Беларуси и России[181];
- Государственная премия мира и прогресса Первого Президента Республики Казахстан (2003)[182]
- Юбилейная медаль «Тынга 50 жыл» («50 лет целине») (Казахстан)
- Орден князя Ярослава Мудрого V степени (Украина, 23 января 2004) — за весомый личный вклад в развитие сотрудничества между Украиной и Российской Федерацией[183]
- Орден Дружбы народов (Белоруссия, 16 февраля 2005) — за большой личный вклад в укрепление экономических, научно-технических и культурных связей между Республикой Беларусь и городом Москвой Российской Федерации[184]
- Медаль «Астана» (Казахстан)
- Орден «Данакер» (Кыргызстан, 27 февраля 2006) — за значительный вклад в укрепление дружбы и сотрудничества, развитие торгово-экономических отношений между Кыргызской Республикой и Российской Федерацией[185]
- Почётный гражданин города Тирасполь (Приднестровье)[186]
- Орден Полярной звезды (Монголия)
- Орден Ливанского Кедра (Ливан)
- Баварский орден «За заслуги» (Германия)[187]
- Золотой знак отличия «За заслуги перед Веной»[нем.] (Австрия, 2007)[188]

Награды религиозных организаций:
- Орден святого равноапостольного великого князя Владимира I степени (ноябрь 1993) — за участие в восстановлении собора иконы Казанской Божией Матери на Красной площади
- Орден святого преподобного Сергия Радонежского I степени (РПЦ)
- Орден святого благоверного князя Даниила Московского I степени (РПЦ)
- Орден святого благоверного великого князя Димитрия Донского I степени (РПЦ)
- Орден святителя Иннокентия митрополита Московского и Коломенского I степени (РПЦ, 2009)[189]
- Орден преподобного Андрея Рублёва I степени (РПЦ, 2009)[190]
- Орден преподобного Серафима Саровского I степени (22 сентября 2016 года) — в связи с 80-летием со дня рождения и во внимание к большому вкладу в строительство храмов в городе Москве[191][192]
- Орден святителя Макария, митрополита Московского II степени (РПЦ)
- Орден Св. Саввы I степени (Сербская православная церковь, 2004)
- Орден «Аль-Фахр» (орден Почёта) (Совет Муфтиев России)

Ведомственные награды:
- Медаль Анатолия Кони (Министерство юстиции Российской Федерации)
- Золотая медаль Министерства сельского хозяйства России «За вклад в развитие агропромышленного комплекса России»
- Медаль «Участнику чрезвычайных гуманитарных операций» (МЧС России)
- Олимпийский орден (МОК, 1998)[193]
- Медаль «100 лет профсоюзам» (ФНПР)

Общественные награды:
- Международная Леонардо-премия 1996 г.[194]
- Лауреат национальной премии бизнес-репутации «Дарин» Российской Академии бизнеса и предпринимательства (2001)
- Театральная премия «Золотая маска» (Премия «За поддержку театрального искусства России», 1998)[195]
- Почётный знак (орден) «Спортивная слава России» I степени (редакция газеты «Комсомольская правда» и коллегия Олимпийского комитета России, ноябрь 2002) — за организацию массового строительства спортивных объектов в Москве[196]
- Лауреат национальной премии «Россиянин года» (2006)[197]
- Медаль «За освобождение Крыма и Севастополя» (17 марта 2014 года) — за личный вклад в возвращение Крыма в Россию[198]
- Почётный орден Российско-армянского (славянского) университета[199]
- «Золотой крест» Союза армян России — за большой вклад в развитие дружественных отношений между столицами и народами России и Армении и обеспечение межнационального мира, согласия, и гармоничной жизни для всех москвичей[200]

## Премии и почётные звания
По состоянию на 2011 год Лужков — декан факультета «Управление крупными городами» Международного университета в Москве, кандидат химических наук, профессор.
- Почётная грамота Президента Российской Федерации (23 августа 2010) — за активное участие в подготовке и проведении мероприятий, посвящённых 65-летию Победы в Великой Отечественной войне 1941—1945 годов[201]
- Благодарность Президента Российской Федерации (14 августа 1995) — за активное участие в подготовке и проведении празднования 50-летия Победы в Великой Отечественной войне 1941—1945 годов[202]
- Благодарность Президента Российской Федерации (11 июля 1996) — за активное участие в организации и проведении выборной кампании Президента Российской Федерации в 1996 году[203]
- Благодарность Президента Российской Федерации (19 февраля 2001) — за большой вклад в укрепление российской государственности[204]
- Благодарность Президента Российской Федерации (21 сентября 2001) — за большой вклад в социально-экономическое развитие города и многолетнюю добросовестную работу[205]
- Благодарность Президента Российской Федерации (25 августа 2005) — за активное участие в работе Государственного совета Российской Федерации[206]
- Почётная грамота Правительства Российской Федерации (11 сентября 1996) — за заслуги перед государством и многолетний плодотворный труд
- Лауреат Государственной премии СССР[4]
- Лауреат Государственной премии Российской Федерации в области литературы и искусства (1995)
- Лауреат Государственной премии Российской Федерации в области науки и техники (2000)
- Лауреат Государственной премии Мира и Прогресса Первого Президента Республики Казахстан
- Лауреат Премии МВД России
- Лауреат национальной премии «Серебряный лучник» (1998)[207]
- «Заслуженный строитель Российской Федерации» (19 сентября 1996) — за заслуги в области строительства, многолетний добросовестный труд[208]
- «Заслуженный химик РСФСР» (19 сентября 1986) — за заслуги в области химической промышленности и многолетний добросовестный труд[209]
- Почётный гражданин Великого Устюга (1999)[210]
- Почётный гражданин Еревана (2002)[211]
- Почётный гражданин Тирасполя
- Почётный гражданин Кишинёва
- Почётный гражданин Душанбе
- Почётный гражданин Ашхабада
- Почётный гражданин Софии
- Почётный гражданин Каракаса
- Почётный гражданин Северодонецка (4 декабря 2009)[212]
- Почётный крымчанин (21 марта 2002) — за значительный личный вклад в социально-экономическое и культурное развитие Крыма, укрепление дружбы и сотрудничества между братскими народами[213][214]
- Почётный гражданин Московской области (27 октября 1999)[215]
- «Почётный химик СССР»[4]
- Почётный доктор Российского государственного социального университета (2000)[216].
- Почётный профессор МГУ (1996)[217].
- Премия имени Йозефа Хааза (2001)[218].

## Научная деятельность. Публикации
Автор более чем 200 печатных работ, а также книг по проблемам социально-экономического развития России, имел более 50 патентов на изобретения.
Лужков являлся кандидатом химических наук. Информацию о степени доктора в автобиографии назвал «доброй выдумкой из интернета». Лужков являлся почётным профессором РАН, МГУ, Академии труда и социальных отношений, ряда отечественных и зарубежных университетов, академик ряда академий России.
В электронном каталоге Российской государственной библиотеки за его авторством значится 37 книг, некоторые из них переведены на иностранные языки.

### Список публикаций
- Автоматизация производств поликонденсационных смол. — М., Химия, 1976. (в соавторстве с И. С. Волчек).
- 72 часа агонии : Авг. 1991-го. Начало и конец ком. путча в России / Юрий Лужков; [Лит. запись Б. Яковлева]; Худож. Б. Жутовский; Фото А. Абрашитова — М. : Междунар. журн. «Магистериум», 1991
- Государство здорового эгоизма : [Сб. докл. и выступлений] / Ю. М. Лужков — М. : Изд-во Моск. ун-та, 1995
- Мы дети твои, Москва / Юрий Лужков — М.: Вагриус, 1996 — 20 000 экз. + 25 000 экз.
- Мы дети твои, Москва. — М.: Столица-холдинг, 1996. — 15 000 экз.
- Эгоизм власти. — М.: РГГУ, 1996.
- Образ цели российских реформ и стратегия управления тенденциями социально-экономического развития России : Лекции, докл., выступления, интервью, 1994—1997 г. / Упр. Мэра Москвы, Ком. по телекоммуникациям и средствам массовой информ. Правительства Москвы / [М, 1998]
- Реформы в интересах народа: Докл., выступления, интервью 1994—1997 гг. / Ю. М. Лужков; Упр. мэра Москвы. Ком. по телекоммуникациям и средствам массовой информ. правительства Москвы — М. : Финансы и статистика, 1998
- Безопасность России: Правовые, социал.-экон. и науч.-техн. аспекты. / Ю. М. Лужков и др. — М. : Знание, 1998
- Сделали в Москве — сделаем и в России! / Ю. М. Лужков — М.: ИМ-Информ, 1999 — 50 000 экз.
- Российские «Законы Паркинсона»: Лекция / Юрий Лужков — М.: Вагриус, 1999
- С верой в себя и в Россию: Об идеологии «Отечества» / Юрий Лужков, Александр Владиславлев — М. : Науч. кн., 2000
- Путь к эффективному государству: План преобразования системы гос. власти и упр. в Рос. Федерации / Ю. М. Лужков — М. : Изд-во Моск. ун-та, 2002
- Возобновление истории: Человечество в XXI в. и будущее России / Ю. М. Лужков — М. : Изд-во Моск. ун-та, 2002 (АО Моск. учеб. и Картолитография)
- Завтра России начинается сегодня / Ю. М. Лужков; Ком. по телекоммуникациям и средствам массовой информ. Правительства Москвы — М. : Ком. по телекоммуникациям и средствам массовой информ. Правительства Москвы, 2002
- Открытая перспектива / Юрий Лужков — М.: Междунар. ун-т (в Москве), 2002
- Пособие для будущего мэра: Двенадцать бесед в библиотеке / Юрий Лужков — М.: Моск. учеб. и Картолитография, 2003
- Развитие капитализма в России. 100 лет спустя: спор с правительством о соц. политике / Юрий Лужков — М.: Моск. учеб. и Картолитография, 2005
- Сельский капитализм в России: столкновение с будущим: аграрный вопрос правительству / Юрий Лужков — Москва: Моск. учебники, 2005
- Тайна Гостиного Двора. О городе, о мире, о себе: ст. и очерки / Юрий Лужков — Москва: ОЛМА Медиа Групп, 2006
- О любви… / Юрий Лужков — Москва: Грошев-Принт, 2007
- Россия 2050 в системе глобального капитализма: о наших задачах в современном мире / Юрий Лужков — Москва : Московские учебники, 2007
- Курильский синдром. — Москва: Московские учебники и Картолитография, 2008 (в соавторстве с И. Б. Титовым)
- Русские характеры: рассказы / Юрий Лужков — Москва: Московские учебники, 2008
- Вода и мир / Юрий Лужков — Москва: Московские учебники, 2008
- Капитализм и Россия. — М.: Московские учебники, 2009
- Транскапитализм и Россия / Юрий Лужков — Москва: Московские учебники, 2009
- Искусство, которое нельзя потерять. — М.: Московские учебники, 2009 (в соавторстве с С. М. Линович)
- Homo? Sapiens? «Захвати Вселенную». — Вече, 2012. (в соавторстве с В. Н. Урсовым)
- Сократ всегда Сократ. — М.: Продюсерский центр Александра Гриценко, 2012
- Алгоритмы лидерства. — М., ВИТО, 2014.

## Мемуары
В 2017 году издательство «Эксмо» выпустило автобиографическую книгу Юрия Лужкова «Москва и жизнь».

## Память
Совещание Совета Безопасности России, прошедшее 12 декабря 2019 года, началось с минуты молчания в память о Юрии Лужкове. На этом совещании Президент России Владимир Путин дал поручение мэрии Москвы и Правительству Российской Федерации внести предложения по увековечению памяти Юрия Лужкова.
Существуют две скульптуры, созданные Зурабом Церетели ещё при жизни Юрия Лужкова — Лужков в образе дворника, с метлой и фонарём в руке и скульптура, где он изображён атлетом, играющим одновременно в футбол и теннис. Оба памятника находятся в Галерее искусств Зураба Церетели на Пречистенке.
Артобъект, посвящённый Лужкову — мяч под кепкой, установлен в середине нулевых годов в Челябинске. В брусчатку улицы Кировка в Челябинске вмонтирована металлическая табличка с гравировкой — отпечатком ботинка Лужкова.
Одна из центральных улиц Цхинвала (Южная Осетия) названа в честь Ю. М. Лужкова.
26 марта 2020 года улица Юрия Лужкова появилась в Симферополе.
13 февраля 2020 года Президент Российской Федерации Владимир Путин подписал Указ «Об увековечении памяти Ю. М. Лужкова». Правительству Москвы рекомендовано установить мемориальную доску на доме где жил Юрий Михайлович, а также рассмотреть вопрос о присвоении Московскому городскому университету управления Правительства Москвы — имени Ю. М. Лужкова. Также предлагается провести иные мероприятия, «посвящённые увековечению памяти Ю. М. Лужкова». Во исполнении данного указа 10 декабря 2020 года мемориальная доска Юрию Лужкову открыта на доме № 48 на 3-й Тверской-Ямской улице, где Юрий Михайлович жил с 2000 по 2019 год.
25 сентября 2020 года вдова бывшего мэра Елена Батурина и экс-сотрудники мэрии Москвы зарегистрировали Фонд развития наследия Юрия Лужкова.
В конце апреля 2021 года более 30 депутатов Госдумы России (среди подписавших — лидер КПРФ Геннадий Зюганов, лидер «Справедливой России» Сергей Миронов, лидер думской фракции «Единой России» Сергей Неверов обратились с ходатайством к мэру Москвы о присвоении одной из улиц или площадей Москвы имени Юрия Лужкова. Инициатива была поддержана москвичами. В мае 2021 года группа местных жителей направила обращение в столичную мэрию и Мосгордуму с предложением переименовать 4-ю улицу 8 Марта, расположенную в муниципальном районе «Аэропорт» на севере города, в улицу Юрия Лужкова. Как указали москвичи, Лужков неоднократно посещал этот район с традиционными субботними объездами в должности мэра. «Горячо радел за своё детище — проект „Большой Ленинградки“, реконструкции Ленинградского проспекта, превращения его в современную автомагистраль. 4-я улица 8 Марта находится недалеко от проспекта», — отмечается в обращении. Однако в июне того же года власти Москвы отказали в переименовании, сославшись на то, что присвоение имён умерших граждан улицам возможно лишь через 10 лет после их смерти. В качестве ещё одной причины отказа указывалось «фонетическое сходство до степени смешения с другими объектами города Москвы — Лужнецкая набережная, Лужнецкий проезд, улица Лужская, улица Лужники».
17 сентября 2021 года на территории яблоневого сада в музее-заповеднике «Коломенское» открыт мемориальный камень с надписью «Сад воссоздан Юрием Михайловичем Лужковым (1936—2019) и расширен в честь его 85-летия» (автор — Салават Щербаков).
20 сентября 2021 года на родине Деда Мороза в Великом Устюге был открыт памятник Ю. М. Лужкову.
21 сентября 2021 года, в день 85-летия со дня рождения Юрия Лужкова, мэр Москвы Сергей Собянин присвоил его имя парку «Садовники». Отныне он носит наименование «Парк имени Ю. М. Лужкова». В этот же день открыт памятник на могиле Лужкова на Новодевичьем кладбище — Георгий Победоносец (автор — Александр Рукавишников).
К 85-летию Юрия Лужкова на телеканале Россия 1 вышел документальный фильм Евгения Рожкова «Лужков», посвящённый деятельности экс-мэра Москвы.
22 сентября 2021 года в Медынском районе Калужской области была открыта мемориальная доска Юрию Лужкову. Юрию Лужкову также было присвоено звание почётного гражданина Калужской области.
В декабре 2023 года в Академии акварели и изящных искусств С. Андрияки был установлен бюст Ю. М. Лужкову.

## Фонд Юрия Лужкова
В сентябре 2020 года в память об экс-мэре Москвы Юрии Михайловиче Лужкове был создан Фонд Юрия Лужкова.
Задача фонда — развитие социокультурных инициатив и филантропических начинаний Юрия Лужкова, способствующих укреплению благополучия жителей Москвы и России, с особым фокусом на образование и вовлечение молодежи в поиск решений проблем современного города, а также мемориальная деятельность, включающая формирование архива публицистических, научных трудов, фото и видеоматериалов.

### Культурные проекты
14 декабря 2020 года на Основной сцене Государственного академического театра имени Евгения Вахтангова Первая Театральная премия «Хрустальная Турандот» объявила об учреждении нового ежегодного приза — лучшему театральному менеджеру — Премии имени Юрия Лужкова. Первый приз имени Ю. М. Лужкова был вручен 20 июня 2021 года в музее-усадьбе «Архангельское» директору театра им. Евгения Вахтангова К. И. Кроку.
С 28 марта по 29 апреля 2023 в парке Юрия Лужкова прошла фотовыставка «С любовью к Москве». Впервые были представлены архивные документы о выделении территории парка «Садовники» в зону, свободную от строительства.

### Молодёжные и образовательные проекты
В марте 2021 года Фонд подписал соглашение о долгосрочном сотрудничестве с организаторами Международного фестиваля детского и молодёжного научно-технического творчества «От винта!» и учредил ежегодную премию «Молодой инноватор». Премия молодым инноваторам вручалась в ходе фестиваля проводимого в Краснодаре в 2021 году и в Сочи в 2023 году. В марте 2024 премия «Молодой инноватор» была вручена на площадке технологического хаба «От винта!», действующего в рамках Всемирного фестиваля молодежи в Сочи.
25 ноября 2021 года в ходе онлайн-церемонии вручения премии «За преданность детству» Юрию Михайловичу Лужкову был присуждён приз в особой номинации «Человек-легенда».
В апреле 2021 года Фонд запустил проект по исследованию научного вклада Юрия Михайловича в развитие Москвы. Работы проводятся ежегодно на базе РОСНОУ. Итогом проведенных исследований становятся магистерские работы о потенциале развития научного наследия Ю. М. Лужкова и его практического применения в деятельности современного мегаполиса.
С сентября 2021 года Фонд запустил стипендиальную программу имени Ю. М. Лужкова на базе Российского государственного университета нефти и газа имени Губкина — альма-матер Ю. М. Лужкова. Именная стипендия выплачивается ежегодно студентам 3-4 курса, с выдающимися достижениями в научной и общественной деятельности.
С 2022 года Фонд поддерживает проведение всероссийской образовательной акции «Экономический диктант» и уделяет особое внимание поддержке молодых экономистов: самый юный автор вопроса к диктанту получает особый приз от Фонда Юрия Лужкова.

### Общественные и мемориальные проекты
Инициатива Фонда по организации и проведению в 2021 году памятных мероприятий в честь 85-летия со дня рождения Ю. М. Лужкова была поддержана Президентом России В. В. Путиным.
11 сентября 2021 года в парке «Коломенское» прошёл субботник, приуроченный к 85-летнему юбилею Юрия Михайловича, Лужков возродил традицию проведения субботников и сам регулярно выходил облагораживать улицы и парки родного города вместе с сотнями тысяч москвичей. Было высажено несколько новых фруктовых садов в Коломенском.
10 декабря 2021 года в здании Вольного экономического общества России состоялась презентация научных трудов Юрия Лужкова, а также была открыта мемориальная доска в память о вкладе Ю. М. Лужкова в развитие экономической мысли и деятельность ВЭО России.
8 декабря 2023 года в почтовое обращение вышла почтовая марка в серии «Кавалеры ордена „За заслуги перед Отечеством“», посвященная Юрию Лужкову.

### Спортивные проекты
С сентября 2021 года в Москве на ежегодной основе проводятся всероссийские юношеские соревнования «Турнир памяти Ю. М. Лужкова» среди игроков в возрасте до 15 лет категории 1А РТТ.
С 2023 года Фонд Юрия Лужкова принимает участие в проведении фестиваля экстремальных видов спорта и активного образа жизни «The Bowl» в парке имени Юрия Лужкова на проспекте Андропова в Москве. Специальный именной приз фонда вручается за самое эффектное исполнение элементов в дисциплинах «Скейтбордтнг» и «ВМХ».
В спортклубе «Мультиспорт» проводится любительский турнир по большому теннису «Кожаная Кепка», который появился еще в конце 1990-х при активном участии Юрия Лужкова для популяризации спорта среди сотрудников мэрии Москвы.
Фонд Юрия Лужкова последовательно работает над сбором и систематизацией, публикацией и популяризацией общественного, политического, литературного и научного наследия Ю.М. Лужкова. Собираемые Фондом архивы предназначены для беспрепятственного и безвозмездного пользования широкой публикой.

## В кино
- Лужков вместе с Еленой Батуриной появляется в советском художественном фильме 1991 года «Гений».
- Юрий Лужков стал персонажем документального сериала Фонда борьбы с коррупцией под названием «Предатели», который вышел на экраны в 2024 году[253].

## Факты
- 19 октября 1996 года в московской газете «Новый взгляд» бывшим начальником Службы безопасности президента Российской Федерации Александром Коржаковым было опубликовано сенсационное заявление, из которого следовало, что Борис Березовский уговаривал его убить Лужкова, а также Владимира Гусинского, Иосифа Кобзона и Сергея Лисовского[254][255][256]. Западные СМИ отреагировали на сенсационные заявления российского журналиста[257][258].
- В 2006 году Лужков потребовал от артистов указывать информацию об исполнении песен под фонограмму[259].
- 12 мая 2008 года Юрий Лужков был объявлен «персоной нон грата» на территории Украины из-за совершения действий, которые наносят ущерб национальным интересам Украины и её территориальной целостности. Выступая в Севастополе он, в частности, призывал добиться возвращения этого города России через международный суд, так как город по историческим документам никогда не передавался Украине[260][261]. 13 мая 2010 года депутаты Северодонецкого городского совета потребовали отменить решение о признании Лужкова «персоной нон грата»[262], и 4 июня 2010 года по решению президента Виктора Януковича запрет был отменён[263].
- В июне 2008 года рассматривался вопрос об объявлении его «персоной нон грата» на территории Грузии за антигрузинские высказывания[264].
- Юрий Лужков занимал 4-е место среди градоначальников Москвы по продолжительности управления городом. Впереди него — Владимир Долгоруков (генерал-губернатор в 1865—1891 годах), Дмитрий Голицын (военный генерал-губернатор в 1820—1844 годах) и Виктор Гришин (первый секретарь горкома КПСС в 1967—1985 годах). Для того, чтобы выйти на 3-е место, Лужкову было необходимо отработать пятый срок на своём посту до конца, или хотя бы остаться мэром до 5 декабря 2010[265].